# The Ultimate Foe
The Ultimate Foe (El enemigo definitivo) es el cuarto y último serial de la 23.ª temporada de la serie británica de ciencia ficción Doctor Who, emitido originalmente en dos episodios semanales del 29 de noviembre al 6 de diciembre de 1986. Se trata del cuarto y último segmento del macroserial titulado The Trial of a Time Lord, que abarcó la totalidad de la temporada. Fue la última historia en la que apareció Colin Baker como el Sexto Doctor.

## Argumento
El Doctor se da cuenta de que no tiene más pruebas para su defensa. Dice que las pruebas del Valeyard han sido falsificadas, y que alguien ha estado trasteando con la Matriz. El Guardián de la Matriz insiste en que eso es imposible. De repente aparecen en la sala Sabalom Glitz y Mel. El Amo aparece en la pantalla de la Matriz para reconocer su responsabilidad y demostrar que la alegación del Doctor es posible.
A insistencia del Amo, Glitz aporta pruebas. Revela que los datos que intentaba obtener de Ravolox incluían secretos tecnológicos de la Matriz que habían robado los Durmientes. Los Señores del Tiempo, al descubrir el robo, siguieron a los Durmientes hasta su base en la Tierra y robaron el planeta, arrastrándolo en el espacio a la localización donde el Doctor lo encontró, y aniquilando en el proceso toda la vida.
El Doctor denuncia a los Señores del Tiempo como decadentes y corruptos. El Amo alega que el Alto Consejo se aprovechó de la pifia del Doctor en Ravolox haciendo un trato con una versión futura del Doctor, el Valeyard, para falsificar las pruebas en su contra a cambio de sus regeneraciones restantes. El Amo dice que el Valeyard es una destilación del lado oscuro del Doctor, entre la 12.ª y la 13.ª encarnaciones.
La demanda del Doctor de que se suspenda el juicio, ya que la misma persona no puede ser fiscal y defensor, la rechaza la Inquisidora, pero en ese momento el Valeyard sale corriendo de la sala. El Doctor y Glitz le persiguen hasta el interior de la Matriz, una realidad virtual donde la lógica normal no existe. Aparecen en lo que parece una ciudad victoriana en el desierto. El único signo de vida es un edificio en el que pone "La Fábrica de Fantasía (propietario: J. J. Chambers)". El Doctor y Glitz pasan a través de un cierto número de empleados idénticos llamados Sr Popplewick, que intentan obstruir su avance, hasta que uno les lanza a través de una puerta hasta una "sala de espera". Allí hay un páramo desértico. Para el horror del Doctor salen unas manos de la tierra y le agarran, arrastrándole al interior.
Glitz no puede rescatarle, pero el Doctor sale del suelo ileso, insistiendo en que nada de lo que ocurre en la Matriz es real. El Valeyard aparece y se burla del Doctor antes de soltar un gas nervioso, forzando al Doctor y Glitz a refugiarse en una cabaña. Al entrar, se desmaterializa: es la TARDIS del Amo. En la sala del juicio, la Inquisidora y Mel miran impotentes la escena. Mel intenta quitarle la llave al Guardián para poder entrar en la Matriz, pero se tropieza encima de él en el intento.
El Amo revela que desea que el Doctor triunfe sobre el Valeyard, ya que teme de la habilidad de este para derrotarle. Coloca al Doctor en estado catatónico y le hace salir de su TARDIS para hacer que el Valeyard salga de su escondite en la Fábrica de Fantasía. Glitz ayuda al Amo, ya que piensa que el Doctor está perdido. El Valeyard sale de un balcón, pero no le engañan y abre fuego. El Amo huye.
Mel sale de un túnel, y el Doctor, reconociendo su voz, sale de su trance. Ella le guía fuera de la Matriz hasta la sala del juicio. Los dos acuerdan que debe decir la verdad, y ella confirma a la corte que los cargos por la destrucción de los Vervoids, la base por los cargos de genocidio del Valeyard, son tal y como vieron. La Inquisidora encuentra al Doctor culpable y le condena a muerte. Él acepta el veredicto como justo y le dirigen a la sala de ejecución.
Sin embargo, en la verdadera sala del juicio, esta última escena, incluyendo el Doctor auténtico, se revela que es otra ilusión en la pantalla de la Matriz. Mel está convencida de que el Doctor necesita ayuda, y esta vez le quita con éxito la llave al Guardián y entra en la Matriz. Encuentra al Doctor y le avisa, pero él ya se había dado cuenta de que la sala era falsa y sólo quería llegar a un enfrentamiento final con el Valeyard.
Sobornado por el Amo para dirigir al Doctor hasta el Valeyard, Glitz regresa a la Fábrica de Fantasía. Allí encuentra la cinta original de los datos que creía destruidos en Ravolox. El Sr. Popplewick le pilla y Glitz le convence de dirigirle a él y al Doctor hasta Chambers. Glitz escapa con los datos a la TARDIS del Amo. Popplewick no produce Chambers. El Doctor y Mel se liberan de él, y entonces el Doctor se arranca el rostro para revelar que es el Valeyard disfrazado. Se dan cuenta de que en la sala del juicio hay una máquina diseminadora de partículas con las que planea asesinar a los miembros de la corte.
En la sala real, la Inquisidora descubre que el Alto Consejo ha sido depuesto. El Amo aparece en la pantalla de la Matriz para ofrecer el orden a cambio de poder. Carga la cinta de Glitz en su sistema de la TARDIS, pero había una trampa que le paralizan a él y a Glitz. Mel sale de la Matriz para avisar a los Señores del Tiempo. No pueden apagar la pantalla, pero el Doctor sabotea el arma del Valeyard y la Fábrica de Fantasía explota.
El Doctor sale de la Matriz y regresa a la sala del juicio. Allí, una agradecida Inquisidora retira los cargos contra él y le revela que Peri Brown sobrevivió y se convirtió en la reina de Yrcanos. Le pide que se presente a Lord Presidente del nuevo Consejo, pero él sugiere que ella debe hacerlo en su lugar. Tras pedirle a los Señores del Tiempo que sean indulgentes con Glitz y se marcha en la TARDIS. Mientras, la Inquisidora abandona la sala del juicio y le da instrucciones al Guardián de la Matriz. Cuando mira a la cámara, se revela que es el Valeyard.

### Continuidad
Gracias al viaje en el tiempo, ya que Mel es del futuro del Doctor, ella ya le ha conocido, pero desde la perspectiva del Doctor, él la está conociendo por primera vez. Los Señores del Tiempo, aparte de un breve flashback en El sonido de los tambores (2007), no volverían a aparecer hasta el especial de 2009 El fin del tiempo. A pesar del final del serial, el Valeyard no volvió a aparecer en la serie televisada, aunque sí apareció en numeroso material literario y de audio.